# Paul Erdős
Paul Erdős, węg. Erdős Pál [ˈɛrdøːʃ ˈpaːl] (ur. 26 marca 1913 w Budapeszcie, zm. 20 września 1996 w Warszawie) – węgierski matematyk.
Był jednym z najwybitniejszych matematyków XX w. Autor ponad 1500 artykułów z koncepcjami matematycznymi, głównie z teorii liczb, kombinatoryki i teorii grafów. Erdős bardzo wiele podróżował po całym świecie. Znany był z tego, że często stawiał ciekawe problemy matematyczne, za rozwiązanie których wyznaczał nagrody pieniężne, gdy sam nie mógł ich rozwiązać. Opublikował ogromną liczbę prac napisanych wraz z innymi matematykami. W związku z tym powstał element matematycznego folkloru, tak zwana liczba Erdősa. Wątpił w istnienie Boga, jednak chętnie mówił o Księdze (the Book), w której Bóg przechowuje eleganckie dowody twierdzeń matematycznych i czasami pozwala do niej zerkać.
W 1936 i 1954 wygłosił wykłady sekcyjne, a w 1983 wykład plenarny na Międzynarodowym Kongresie Matematyków.

## Życiorys

### Dzieciństwo
Paul Erdős urodził się 26 marca 1913 roku w Budapeszcie jako trzecie dziecko Anny i Lajosa Erdős w niepraktykującej rodzinie żydowskiej. Jego dwie siostry zmarły parę dni po jego urodzeniu w wieku 3 i 5 lat na szkarlatynę. Jego rodzice byli matematykami. W 1914 r. ojciec dostał się do rosyjskiej niewoli na skutek ataku tego państwa na Austro-Węgry. Matka musiała więc, sama wykładając matematykę, wynająć dla Pála guwernantkę. Już w wieku 3 lat potrafił biegle liczyć oraz samodzielnie sformułował koncepcję liczb ujemnych. „Jeśli odejmiesz 250 od 100, to dostaniesz 150 poniżej zera” powiedział pewnego razu do swojej mamy. W wieku 4 lat potrafił np. przeliczyć w pamięci wiek w latach na wiek w sekundach. Ze strachu przed chorobami zakaźnymi, matka wynajęła prywatnego nauczyciela. W 1920 r. ojciec wrócił z rosyjskiej niewoli.

### Studia
W 1930 r. (w wieku 17 lat) Paul Erdős rozpoczął studia w rodzinnym mieście, w 1934 r. doktoryzował się z matematyki. Krótko potem wyemigrował do Manchesteru, potem do USA.
W 1938 r. został stypendystą na Uniwersytecie Princeton (New Jersey). Po pierwszym roku studiów nie przedłużono mu stypendium, oficjalnie z powodu wyczerpania środków, jednakże można też znaleźć źródła, które jako powód podają dziwactwa Erdősa. Ostatecznie koszty drugiego roku studiów pokrył Oswald Veblen, ówczesny kierownik instytutu matematyki.

#### Afera zdjęciowa
W 1941 r. Paul Erdős został zmuszony do opuszczenia ostatecznie instytutu na skutek „afery zdjęciowej”. Wraz z Anglikiem Arthurem Stone’em i Japończykiem Shizuo Kakutani wdrapali się na stojącą na wzniesieniu wieżę, z której szczytu chcieli obserwować morze i rozmyślać o matematyce. W swym matematycznym zapale przeoczyli jednak tablicę ostrzegawczą z napisem „Wstęp surowo wzbroniony”. Dodatkowo, zrobili tam kilka pamiątkowych zdjęć. Po dostrzeżeniu ich na szczycie wieży zostali aresztowani przez FBI i oskarżeni o szpiegostwo. Zarzut szpiegostwa nie został jednak ostatecznie udowodniony i Paul Erdős został oczyszczony z zarzutów.

#### Projekt Manhattan
Dzięki swemu przyjacielowi Stanisławowi Ulamowi, z którym w 1941 napisał wspólną publikację na Uniwersytecie Wisconsin, poznał w 1942 r. Johna Von Neumanna i Edwarda Tellera, którzy wciągnęli go do współpracy w ramach ściśle tajnego projektu Manhattan. Z projektu tego został jednak szybko usunięty ze względów bezpieczeństwa po tym, jak w jednej z rozmów zwierzył się, że zamierza powrócić na Węgry. W 1942 r. zmarł jego ojciec, a w latach 1944–1945 jego matka i wielu pozostałych na Węgrzech przyjaciół trafiło do niemieckich obozów koncentracyjnych.

### Po II wojnie światowej
Po II wojnie światowej rozpoczął się najbardziej twórczy okres w życiu Paula Erdősa. Opublikował szereg prac z kombinatoryki, teorii grafów i teorii liczb, współpracując z wieloma matematykami. W grudniu 1948 r. wrócił na Węgry, by odwiedzić matkę i przyjaciół, którzy przeżyli wojnę. W lutym 1949 r. udało mu się przed zamknięciem granic przez Stalina opuścić Węgry. Następne trzy lata spędził praktycznie w drodze między Wielką Brytanią i USA, zmieniając w tym czasie wielokrotnie miejsca pobytu.
W 1952 r. osiadł w USA, przyjmując posadę na Uniwersytecie Notre Dame. W 1954 r., przed wyjazdem na kongres naukowy do Amsterdamu, został poinformowany przez komisję McCarthy´ego, że w razie wyjazdu musi liczyć się z odebraniem zielonej karty, dającej prawo pobytu w USA. Nie zmieniło to jednak jego planów. Z powodu współpracy z chińskim matematykiem Loo-Keng Hua nie uzyskał prawa pobytu w Holandii i Wielkiej Brytanii. Ostatecznie zdecydował się na wyjazd do Izraela, gdzie otrzymał posadę na Uniwersytecie Hebrajskim w Jerozolimie. Oficjalnie był zatrudniony tam przez następne 30 lat, jednak w praktyce podróżował niestrudzenie po świecie od jednego do drugiego uniwersytetu, sypiając 4-5 godzin na dobę, publikując ok. 1500 prac naukowych (z tego czasu datuje się też powstanie pojęcia liczba Erdősa) i nadużywając amfetaminy. Jego przyjaciel Ronald Graham zaproponował mu zakład w wysokości 500 USD, czy wytrzyma 30 dni abstynencji od amfetaminy. Erdős wygrał, ale twierdził, iż zakład ten zahamował na 30 dni rozwój matematyki. Od 1977 był członkiem zagranicznym Królewskiej Holenderskiej Akademii Sztuk i Nauk.W 1992 został odznaczony tytułem doktora honoris causa Uniwersytetu Karola w Pradze, a w 1994 r. został członkiem zagranicznym PAN.

### Ostatnie lata życia i śmierć
Paul Erdős żył dla matematyki, z licznych nagród, których był laureatem, wspierał uzdolnionych studentów i działalność charytatywną. Zmarł 20 września 1996 r. w czasie pobytu na kongresie w Warszawie.
Epitafium na grobie Erdősa: Végre nem butulok tovább (węg.) – W końcu nie staję się już coraz głupszy.